# UBP310
UBP310 (3-({3-[(2S)-2-Amino-2-carboxyethyl]-5-methyl-2,6-dioxo-3,6-dihydro-1(2H)-pyrimidinyl}methyl)-2-thiophenecarboxylic acid) — високоселективний конкурентний антагоніст субодиниці GluR5 каїнатних рецепторів (ІС50 = 130 nM). Окрім того, може зв'язуватись з субодиницею GluR7 каїнатних та GluR2 АМРА-рецепторів, також виявляючи антагоністичні властивості, але набагато слабкіші.